# Fannia verrallii
Fannia verrallii is een vliegensoort uit de familie van de Fanniidae. De wetenschappelijke naam van de soort is voor het eerst geldig gepubliceerd in 1895 door Stein.